# Місія нездійсненна 2
«Місія нездійсненна 2» (англ. Mission: Impossible II) — пригодницький бойовик 2000 року, знятий режисером Джоном Ву спільно США і Німеччиною. Виконавцем головної ролі, а також одним із продюсерів картини є Том Круз, який зіграв спеціального агента Ітана Ханта. У фільмі також знялися Дугрей Скотт, Тенді Ньютон і Вінг Реймс. Є продовженням бойовика 1996 року «Місія нездійсненна» та є другим в однойменній франшизі.
Прем'єра фільму відбулася 24 травня 2000 року в США та Канаді. За перший вікенд прокату в США фільм зібрав майже 58 млн доларів, а загальносвітові збори склали близько 546 млн доларів, тим самим ставши найкасовішим фільмом 2000 року. У 2001 році на церемонії нагородження премії каналу «MTV» фільм виграв у номінації «Найкраща екшн-сцена», а Том Круз отримав нагороду в категорії «Найкраща чоловіча роль». Також картина була номінантом на премію «Золота малина» як «Найгірший рімейк / сиквел».

## Сюжет
У Сіднеї російський учений Володимир Нехорвіч розробляє для компанії Biocite Farmaceutical нові потужні ліки проти грипу під назвою «Беллерофонт». Для їх випробування був створений штам вірусу «Химера». Корумпований шеф Biocite Farmaceutical Джон МакКой вступає в злочинну змову з колишнім співробітником IMF (Impossible Missions Force) Шоном Амброузом з метою викрасти «Химеру» та контролювати все людство, продаючи ліки. Нехорвіч, розуміючи, що вірус може потрапити в дуже небезпечні руки, вирішує потай передати ліки уряду США. Коли учений летить до США, Амброуз, одягнувши маску, проникає на борт літака під виглядом агента Ітана Ганта. Його спільники організовують розгерметизацію літака, пасажири одягають кисневі маски, але там виявляється присипляючий газ. Забравши зразок ліків, Амброуз вистрибує з парашутом. Згодом справжній Ітан отримує доручення зібрати команду та добути «Химеру». При цьому з ним обов'язково повинна бути злодійка Найя Нордофф-Холл.
Ітан розшукує Найю в Іспанії, де знаходить її під час чергового викрадення. Спрацьовує сигналізація, але Гант виручає злодійку, представившись інспектором систем безпеки. Найя погоджується допомогти, якщо Ітан спіймає її. Після погоні на автомобілях злодійка ледве не падає в прірву, після чого погоджується співпрацювати. До команди приєднується хакер Лютер Стікелл і пілот Біллі Берд. Найї влаштовують зустріч із Шоном, який був її коханцем, аби дізнатись на кого він працює.
На кінних перегонах Амброуз викрадає в Шона карту пам'яті, там виявляється відео із записом дії «Химери» на організм. Вірус має інкубаційний період у 20 годин, після чого стрімко руйнує еритроцити. Після цього Найя повертає карту на місце, але кладе її в іншу кишеню піджака Амброуза. Той помічає це, тим часом Джон потрапляє в пастку — в його авто запускається присипляючий газ. Отямившись, він дізнається, що інфікований «Химерою» та бачить живого Нехорвіча. Учений засуджує Джона за досліди над людьми та прирікає на смерть. Директор зізнається, що в нього немає зразка ліків — їх забрав Амброуз. Але лиходій не зможе шантажувати людей, не володіючи вірусом, який зберігається в штаб-квартирі Biocite. Коли Нехорвіч іде, виявляється, що це був Ітан у масці, він організував це, аби змусити МакКоя зізнатись. Тим часом Амброуз видає себе за Ітана й викриває, що Найя допомагає IMF.
Ітан вирушає до штаб-квартири Biocite, аби знищити вірус до того, як ним заволодіє Амброуз. Не бажаючи піддавати життя охоронців загрозі, Гант спускається в будівлю на тросі з гелікоптера. Він встигає проникнути до освітлювальної шахти за 40 секунд, поки вона відчинена, та розрізає скляний дах. Амброуз, однак, передбачає всі його дії та береться завадити Ітану. Ганту вдається знищити один зразок вірусу в інкубаторі. В боротьбі за другий зразок між Ітаном та Амброузом стається перестрілка, і зразок губиться. Амброуз посилає Найю повернути його, та вона вколює вірус собі. Найя просить Ітана вбити її, але той не бажає цього робити. Тоді її забирає Амброуз і покидає на вулицях Сіднею, аби почати епідемію.
Амброуз зустрічається з Джоном у підземному бункері для обміну «Беллерофонта» й зараженої крові Найї на гроші й акції компанії. Фактично Амброуз хоче стати власником Biocite, аби продавати ліки проти вірусу й нажитися на цьому. Ітан проникає на місце зустрічі та непомітно викрадає ампули з ліками. Амброуз зі спільниками переслідують його, врешті Гант стикається на березі з лиходієм у кулачному поєдинку та долає його. Найю, яка намагалася покінчити життя самогубством, кинувшись зі скелі, Ітан рятує, ввівши ліки.
IMF стирає досьє на Найю за її допомогу, і згодом Ітан зустрічається з нею в Сіднеї.

## У ролях
| Актор           | Роль                           |
| --------------- | ------------------------------ |
| Том Круз        | Ітан Гант                      |
| Дугрей Скотт    | Шон Амброуз                    |
| Тенді Ньютон    | Найя Нордофф-Холл              |
| Вінг Реймс      | Лютер Стікелл                  |
| Брендан Глісон  | Джон К. Макклем                |
| Річард Роксбург | Хью Стамп                      |
| Вільям Мейпотер | Волліс                         |
| Ентоні Хопкінс  | (не згаданий в титрах) Суонбек |
| Домінік Перселл | Ульріх                         |
| Раде Шербеджія  | Володимир Нехорвіч             |
| Вільям Мейпотер | Волліс                         |

## Український дубляж
Фільм дубльовано українською студією Так Треба Продакшн на замовлення vod-провайдера sweet.tv у 2020 році.
- Режисер дубляжу — Галина Железняк
- Звукорежисери запису — Андрій Єршов, Дмитро Бойко, Ярослав Зелінський, Олексанлр Кривов'яз
- Звукорежисер постпродакшн — Дмитро Бойко

Ролі дублювали: Андрій Федінчик, Дмитро Терещук, Володимир Терещук, Наталя Поліщук, Андрій Соболєв, Олександр Шевчук, Євген Пашин, Дмитро Гаврилов, Борис Георгієвський, Кирило Татарченко, Софія Железняк, Наталя Денисенко та інші.

## Критика
Картина вийшла в прокат саме перед Олімпійськими іграми, і з цієї нагоди дію було перенесено в Сідней. Фільм добре пройшов у прокаті, зібравши у світі близько 546 млн доларів і ставши найкасовішим фільмом 2000 року, але отримав змішані оцінки критиків.
Перш за все високу оцінку отримали спеціальні ефекти й захопливий сюжет. Роджер Еберт у своїй рецензії написав, що Джеймс Бонд повинен виглядати і поводити себе як Ітан Гант: володіти досконало електронними гаджетами і бути в прекрасній фізичній формі. Фільм задав і продовжив традицію для бойовиків 2000-х років: менше сенсу і більше чистої дії. Фахівці особливо відзначили сцену на початку картини, де Том Круз демонструє свої навички в скелелазінні, як зразок видовищності. Самознищувана інструкція для агента, також як і любов до технологічних новинок, була запозичена з оригінального телевізійного серіалу (який став основою для франшизи). У картині 2000 року ця тема успішно продовжена й розвинена.

## Нагороди та номінації
- 2001 премія ASCAP
  - найкращі касові збори (top box office film)
- 2001-премія MTV Movie Awards
  - найкраща сцена перестрілок (гонитва на мотоциклах), найкращий актор (Том Круз)
- 2001 номінація на премію Empire Awards
  - найкраща британська актриса (Тенді Ньютон)
- 2001 номінація на премію Kids 'Choice Awards
  - найкращий актор (Том Круз)
- 2001 номінація на премію «Золота малина»
  - найгірша жіноча роль другого плану (Тенді Ньютон), найгірший ремейк / сиквел
- 2001 номінація на премію Teen Choice Awards
  - найкращий актор (Том Круз), найкраща сцена
- 2001 номінація на премію Satellite Award
  - найкращий монтаж, найкраща робота оператора, найкращий звук, найкращі спеціальні ефекти.